# Никола VII Зрински
Никола VII Зрински (1620 — 1664) био је хрватски феудалац и бан.

## Војсковођа
Никола VII Зрински рођен је 1. маја 1620. у Чаковцу, у хрватској великашкој породици. Од младости истакао се вођењем малог рата против Турака у Војној крајини. Потукао је турске снаге код Каниже 1637. У тридесетогодишњем рату (1618-1648) Зрински је са 3.000 хрватских коњаника пребачен у Мађарску за угушење устанка под Ђерђом Ракоцијем, а затим се истакао у борбама против Швеђана и у операцијама у источној Немачкој, Чешкој и Моравској, па је добио звање генерала свих хрватских трупа.
1647. постао је хрватски бан, а 1661. изградио је тврђаву Нови Зрин на ушћу Муре у Драву. У аустро-турском рату 1663-1664, у садејству с аустријским снагама, Зрински је учествовао у заузимању Берзенца, Бабоче и Барча, а затим у паљењу Печуја. Да би омео турски поход према северу, Зрински је уништио турски мостобран на Драви код Дарде и спалио утврђени Сулејманов мост код Осијека.

## Политичар и песник
Као феудалац борио се против тежњи аустријског апсолутизма да уништи остатке хрватске државности. У епу који је написао о паду Сигета (1566), Сирена Јадранског мора (мађ. Adriai tengernek Syrenája) из 1651. критиковао је став Хабсбурговаца према Хрватској и Угарској.